# Challenge des champions 1967
Navigation
Nantes 1966 Montpellier 1968
Le Challenge des champions 1967 est la onzième édition du Challenge des champions, épreuve qui oppose le champion de France au vainqueur de la Coupe de France. Disputée le 13 juin 1967 au stade Geoffroy-Guichard à Saint-Étienne en France devant 16 398 spectateurs, la rencontre est remportée par l'AS Saint-Étienne contre l'Olympique lyonnais sur le score de 3-0, 1-0 à la mi-temps. L'arbitre de la rencontre est M. Roger Barde.

## Participants
La rencontre oppose l'AS Saint-Étienne à l'Olympique lyonnais. Les Stéphanois se qualifient au titre de leur victoire en Championnat de France de football 1966-1967 et les Lyonnais se qualifient pour le Challenge des champions grâce à leur victoire en Coupe de France de football 1966-1967. 

## Rencontre
Hervé Revelli ouvre le score 1-0 pour les Stéphanois à la 19e minute de jeu. Rachid Mekhloufi inscrit un deuxième but à la 57e minute, puis Revelli réalise un doublé à la 72e minute et permet à son club de remporter l'épreuve.

## Feuille de match
| 13 juin 1967              | AS Saint-Étienne                | 3 - 0   | Olympique lyonnais | Stade Geoffroy-Guichard, Saint-Étienne       |                                              |
| Historique des rencontres | Revelli 19e 72e · Mekhloufi 57e | (1 - 0) |                    | Spectateurs : 16 398 Arbitrage : Roger Barde | Spectateurs : 16 398 Arbitrage : Roger Barde |

| Saint-Étienne | Lyon |

|              | Gardien de but | Pierre Bernard    |
|              | D              | Roland Mitoraj    |
|              | D              | Nello Sbaïz       |
|              | D              | Bernard Bosquier  |
|              | D              | Georges Polny     |
|              | M              | Robert Herbin     |
|              | M              | Georges Bereta    |
|              | A              | André Fefeu       |
|              | A              | Yves Triantafilos |
|              | A              | Hervé Revelli     |
|              | A              | Rachid Mekhloufi  |
| Entraineur : |                |                   |
|              | Jean Snella    |                   |

|               | Gardien de but | Michel Zewulko     |  | 46e |
|               | D              | Mohamed Bouassa    |  |     |
|               | D              | Jacques Glyczinski |  |     |
|               | D              | Jean Palka         |  |     |
|               | M              | René Rocco         |  | 46e |
|               | M              | Marcel Le Borgne   |  |     |
|               | M              | Lucien Degeorges   |  |     |
|               | M              | Hector Maison      |  |     |
|               | M              | André Perrin       |  |     |
|               | A              | Raymond Schwinn    |  |     |
|               | A              | Fleury Di Nallo    |  |     |
| Remplaçants : |                |                    |  |     |
|               | Gardien de but | Yves Chauveau      |  | 46e |
|               | D              | Thadée Polak       |  | 46e |
| Entraîneur :  |                |                    |  |     |
|               | Louis Hon      |                    |  |     |